# Wilgotnica purpurowa

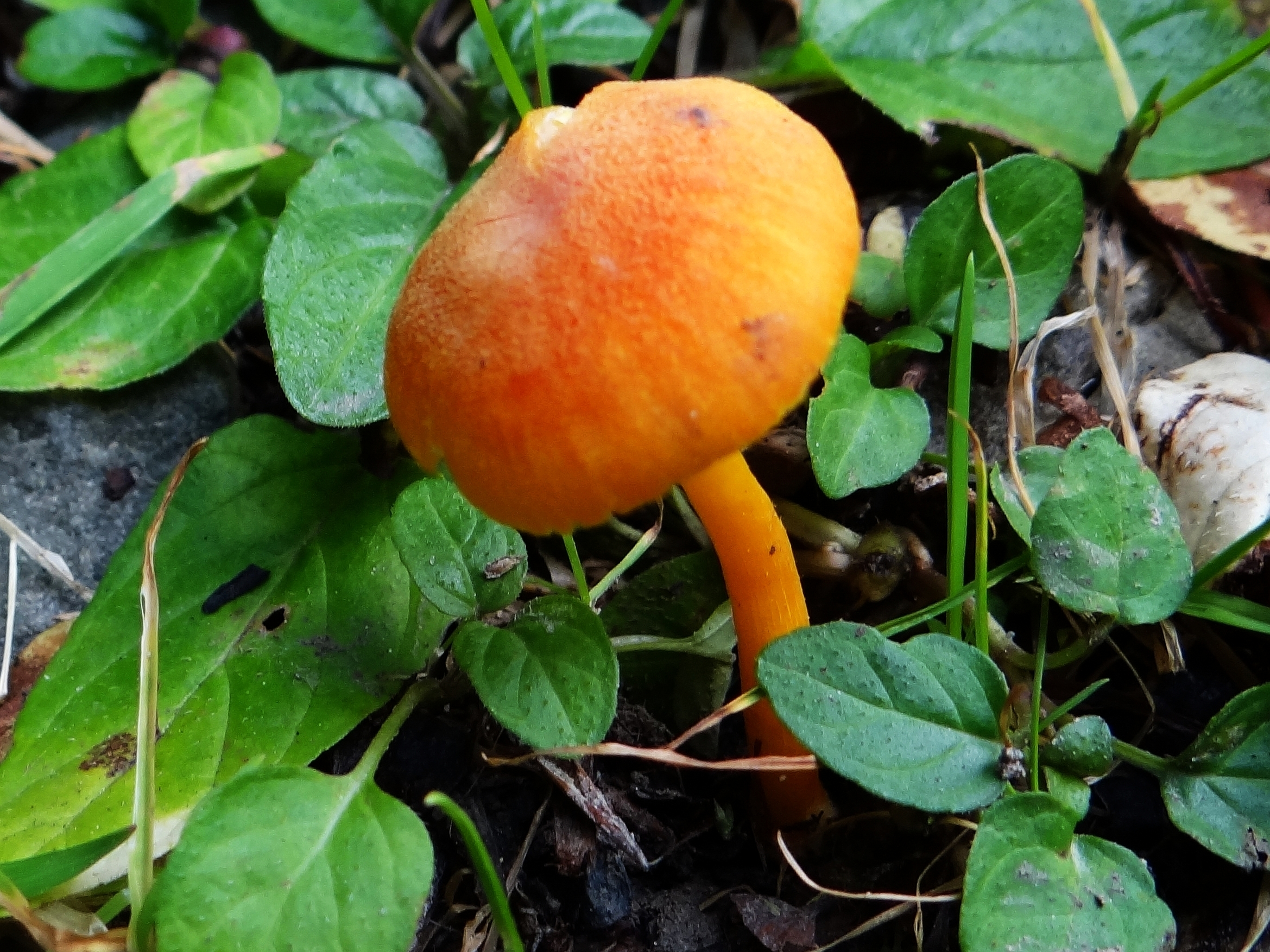
Często ma barwę pomarańczowożółtą

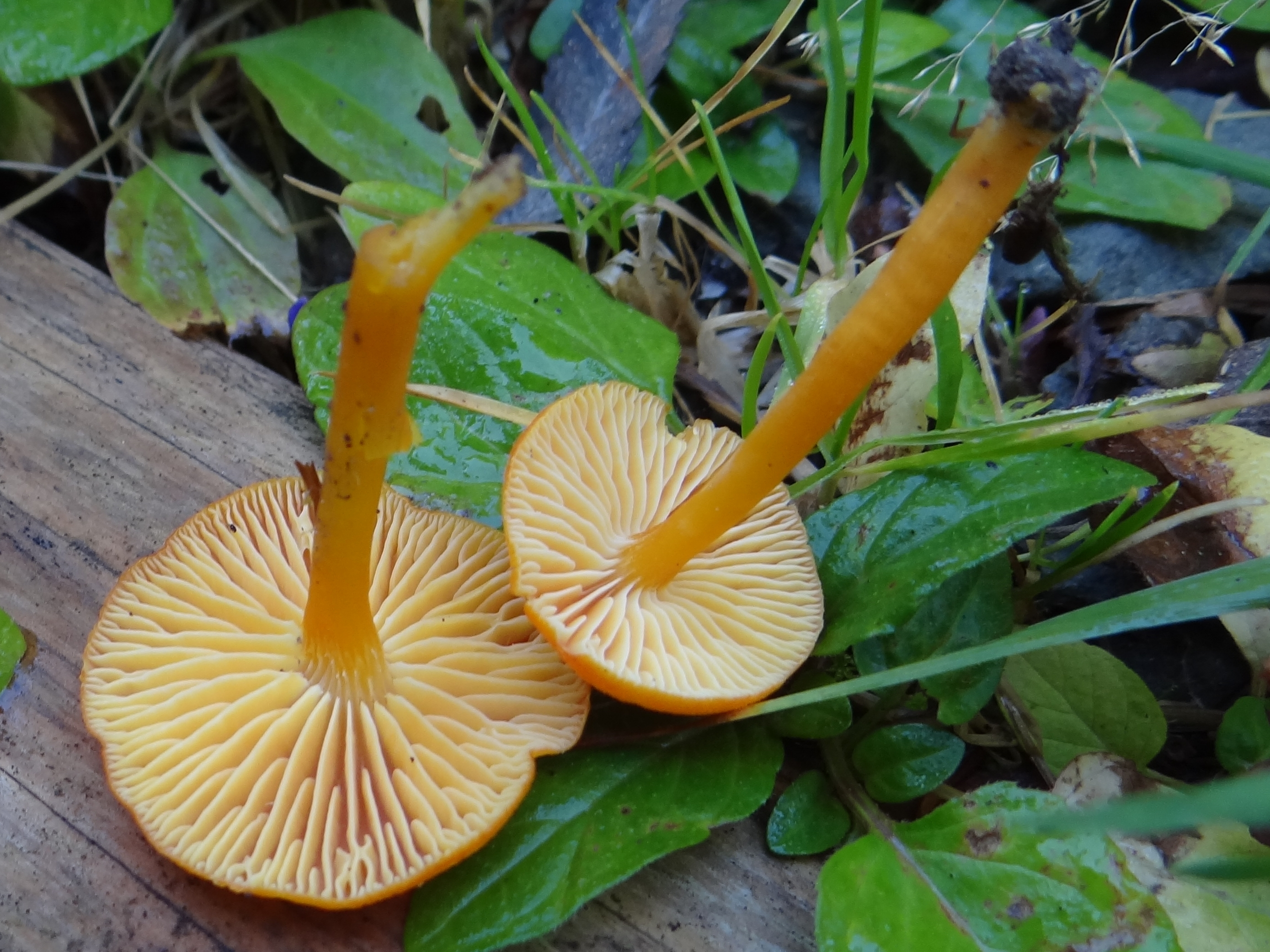
Blaszki i trzon

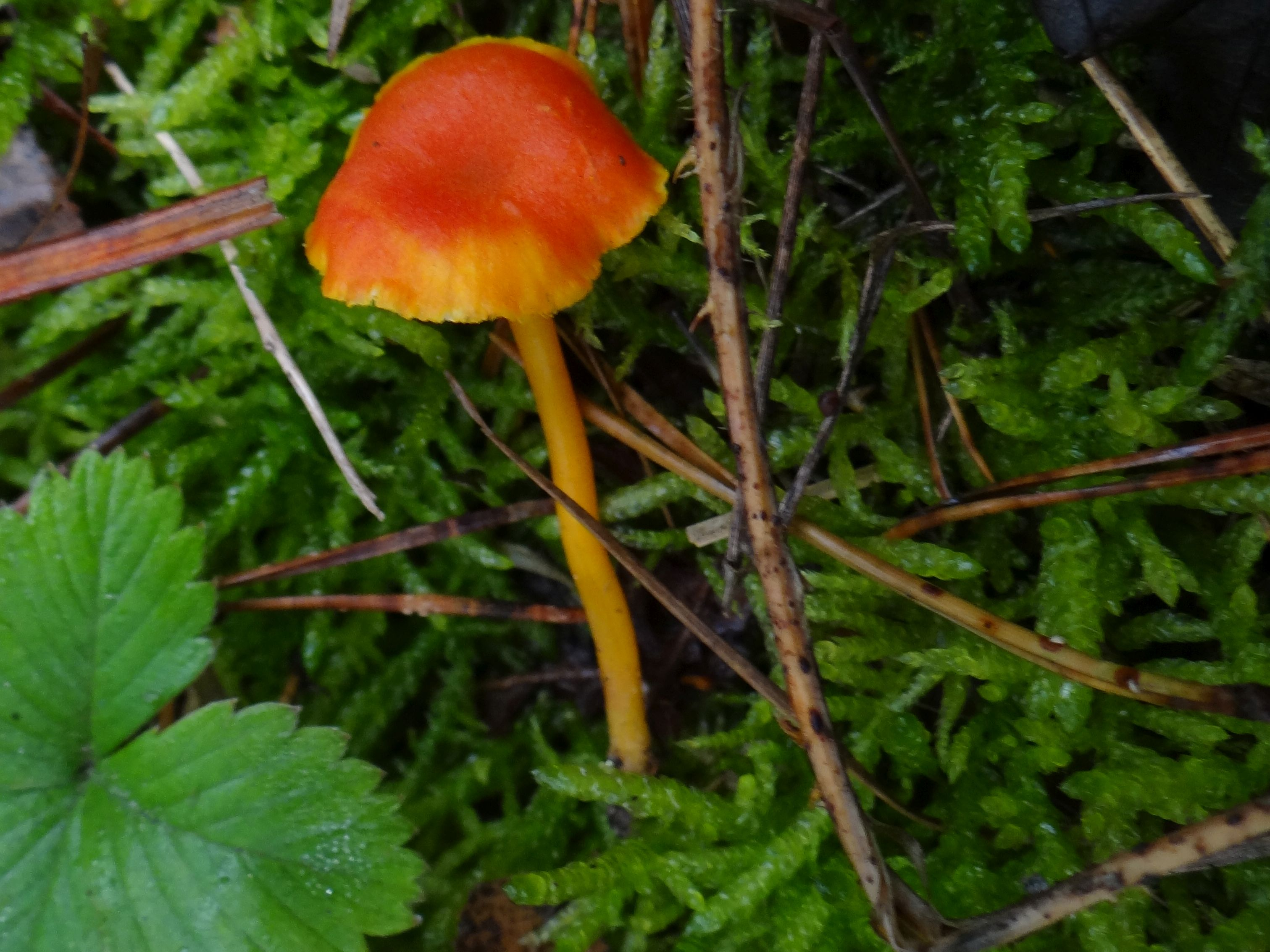

Wilgotnica purpurowa (Hygrocybe miniata (Fr.) P. Kumm.) – gatunek grzybów z rodziny wodnichowatych (Hygrophoraceae).

## Systematyka i nazewnictwo
Pozycja w klasyfikacji według Index Fungorum: Hygrocybe, Hygrophoraceae, Agaricales, Agaricomycetidae, Agaricomycetes, Agaricomycotina, Basidiomycota, Fungi.
Po raz pierwszy takson ten zdiagnozował w 1821 r. Elias Fries nadając mu nazwę Agaricus miniatus. Obecną, uznaną przez Index Fungorum nazwę nadał mu w 1951 r. Paul Kummer, przenosząc go do rodzaju Hygrocybe.
Niektóre synonimy nazwy naukowej:

- Agaricus miniatus Fr. 1821
- Hygrocybe strangulata (P.D. Orton) Svrček 1962
- Hygrophorus miniatus (Fr.) Fr. 1838
- Hygrophorus strangulatus P.D. Orton 1960
- Pseudohygrocybe miniata (Fr.) Kovalenko 1988

Nazwę polską nadała Barbara Gumińska w 1997 r. Dawniej gatunek ten opisywany był w polskim piśmiennictwie mykologicznym jako wodolubek szkarłatny, wilgotnica przewężona, mięsicha szkarłatna lub wodnicha ognista.

## Morfologia
Kapelusz
Średnica od 1,5 do 2,5 cm, kształt początkowo półkulisty, później łukowaty, w końcu płaski i nieco zagłębiony na środku. Brzeg ostry, nieco pofalowany i jaśniejszy od reszty kapelusza. Powierzchnia sucha i delikatnie łuseczkowata, zwłaszcza na środku. Barwa młodych owocników cynobrowa lub krwistoczerwona, potem stopniowo coraz jaśniejsza – pomarańczowoczerwona. Łuski mają tę samą barwę, co kapelusz. Podczas wysychania, lub z wiekiem kapelusz blaknie i staje się pomarańczowożółty.
Blaszki
Szerokie i szeroko przyrośnięte, na trzon zbiegające ząbkiem. Mają pomarańczowo-czerwoną barwę i jaśniejsze (żółte) ostrza.
Trzon
Wysokość 2–4,5 cm, grubość 2–5 mm, kształt walcowaty. Jest kruchy i pusty w środku. Powierzchnia gładka, matowa, sucha,. Ma barwęod pomarańczowej do czerwonej, u nasady jest jaśniejsza – biaława lub jasnopomarańczowożółta. Pod kapeluszem zwykle biało przyprószona.
Miąższ
Cienki, pod skórka pomarańczowożółty, poza tym pomarańczowy, bez wyraźnego zapachu i smaku.
Wysyp zarodników
Biały. Zarodniki elipsoidalne, gładkie, bezbarwne, nieamyloidalne, z kilkoma kroplami. Mają rozmiar 8-10 × 5-6μm.

## Występowanie i siedlisko
Występuje w Ameryce Północnej, Środkowej, Australii, Nowej Zelandii, Europie i Azji. W Europie jest szeroko rozprzestrzeniona, na obszarze Azji znane jest jej występowanie tylko w Korei i Japonii. W Polsce jej rozprzestrzenienie i częstość występowania nie są znane, nie znajduje się jednak na liście gatunków zagrożonych.
W Polsce występuje na różnego typu otwartych trawiastych terenach, w sosnowych lasach lub na ich obrzeżach, nad potokami i rzekami. Rośnie na ziemi, wśród traw i mchów. Owocniki wytwarza od sierpnia do września.

## Znaczenie
Saprotrof, grzyb niejadalny.

## Gatunki podobne
Charakterystycznymi cechami wilgotnicy purpurowej są niewielkie owocniki, suchy kapelusz i trzon oraz drobno łuskowata powierzchnia kapelusza. Podobne, również drobne i czerwone owocniki o drobnołuseczkowatej powierzchni mają:
- wilgotnica torfowiskowa (Hygrocybe helobia). Ma blaszki białe i występuje na torfowiskach i mokradłach,
- wilgotnica czerwona (Hygrocybe coccineocremata). Ma łuseczki ciemniejsze od kapelusza, blaszki rzadkie, początkowo białe, potem kremowe.
- wilgotnica lejkowata (Hygrocybe cantharellus). Ma jaśniejszy kolor, zbiegające blaszki, bardziej wysmukły kształt oraz suchą powierzchnią kapelusza[8]